# Ethel Carrick
Ethel Carrick (Uxbridge, 1872 - Melbourne, 1952), également connue sous comme Ethel Carrick Fox après son mariage avec l'artiste E. Phillips Fox, est une peintre impressionniste et postimpressionniste australienne d'origine britannique.

## Biographie
Ethel Carrick naît le 7 février 1872 à Uxbridge (Londres) d'Emma Filmer Carrick et d'Albert William Carrick, un drapier
,,. Ce foyer de dix enfants est établi à Brookfield House, Uxbridge. Elle se forme à Londres à la Guildhall School of Music and Drama et à la Slade School of Fine Art auprès d'Henry Tonks.
Ethel Carrick épouse le peintre impressionniste australien Emanuel Phillips Fox en 1905. Ils déménagent à Paris, où ils restent jusqu'en 1913. Elle voyage beaucoup en Europe, Afrique du Nord et dans le Pacifique Sud (notamment à Tahiti) au cours de cette période et fait des voyages en Australie en 1908 et 1913.
Le déclenchement de la Première Guerre mondiale pousse Carrick et son mari à partir en Australie, à Melbourne, la ville natale d'E. Phillips Fox. Ils organisent des œuvres pour recueillir des fonds de guerre auprès d'artistes et pour soutenir la Croix-Rouge française.
Emanuel meurt d'un cancer en 1915 ; ils n'ont pas d'enfant ensemble. L'année suivante, Carrick entame deux décennies de voyages qui l'emmènent à travers le Moyen-Orient, l'Asie du Sud (notamment l'Inde) et l'Europe. Elle revient par intermittence en Australie pour exposer son travail et partir pour des expéditions de peinture à travers le pays. Dans les années 1920, elle est recommandée par l'Académie de la Grande Chaumière à Paris comme professeure privée de peinture de nature morte ; elle compte un certain nombre d'Australiens et d'Américains à Paris parmi ses étudiants.
Ethel Carrick Fox meurt à Melbourne le 17 juin 1952.

## Œuvre
Principalement peintre, Carrick est connue pour ses tableaux de fleurs, ses paysages et ses scènes de vie urbaine en plein air dans les parcs et sur les plages. Certains d'entre eux s'appuient sur ses voyages internationaux, comme ses peintures de marchés en plein air au Moyen-Orient et ailleurs. Dans les années 1920, elle a commencé à peindre des études de fleurs, qui dans l'ensemble sont plus conventionnelles que son travail précédent. Dans les années 1930, elle a créé des lithographies et pendant la Seconde Guerre mondiale, qu'elle a passée en Australie, elle a peint des scènes de travailleuses de guerre.
Carrick a commencé comme un peintre impressionniste de plein air, mais est rapidement passé à un style plus postimpressionniste avec des compositions plus monolithiques et des contrastes de couleurs plus nets. Certaines des œuvres produites vers 1911-1912 sont nettement fauvistes dans leurs couleurs vives, leur abstraction élevée et par la manipulation lâche de la peinture. Ses toiles de la vie urbaine ont tendance à être denses avec l'activité humaine et comportent des taches de couleur vibrante.
Carrick a montré son travail pour la première fois à Londres en 1903. Elle a exposé au Salon d'automne de Paris à partir de 1906, à la Royal Academy of Arts de Londres, à la Société nationale des beaux-arts à partir de 1906, au London Salon de l'Allied Artists' Association (1908), et à diverses galeries progressistes de Melbourne et Sydney, en Australie, à partir de 1908,. En plus de ses propres expositions individuelles et collectives, Carrick a organisé des double expositions avec son mari au Melbourne Atheneum en 1914 et à nouveau en 1944. En 1911, elle est devenue sociétaire du Salon d'automne, et a été membre du jury de 1912 à environ 1925, des postes inhabituels pour les femmes et des marques de la haute estime dans laquelle elle était tenue par le monde de l'art parisien,. Avant la Première Guerre mondiale, elle a également été vice-présidente de l'Union internationale des femmes artistes. À la fin de sa carrière, dans les années 1940 et 1950, elle expose avec la Société de Melbourne des femmes peintres et sculpteurs.
Au cours de sa vie, la réputation de Carrick a été éclipsée par celle de son mari, E. Phillips Fox, en partie parce qu'elle a passé une bonne partie de son temps à promouvoir sa carrière plutôt que la sienne, à faire pression sur des collectionneurs et des conservateurs australiens pour acheter son travail et organiser des expositions à la fois de son vivant et à titre posthume,. Au cours des dernières années, sa réputation a augmenté, et les critiques considèrent aujourd'hui son travail plus audacieux que celui de son mari,. En 1996, une de ses peintures a établi un record de vente aux enchères de 105 500 $A pour une œuvre d'artiste femme australienne. L'année suivante, l'historien de l'art Susanna de Vries publie la biographie Ethel Carrick Fox: Travels and Triumphs of a Post-Impressionist. Son tableau Market Under Trees, vendu par Sotheby's en 1999 266 500 A$, a été acheté lors d'une nouvelle vente aux enchères pour plus d'un million de dollars australiens en 2008.
En 1993, la Waverley City Gallery à Melbourne a organisé l'exposition « Capturing the Orient: Hilda Rix Nicholas & Ethel Carrick in the East », et en 2011, la Queensland Art Gallery a organisé une rétrospective conjointe du travail de Carrick et de son mari.